# Wir schaffen das

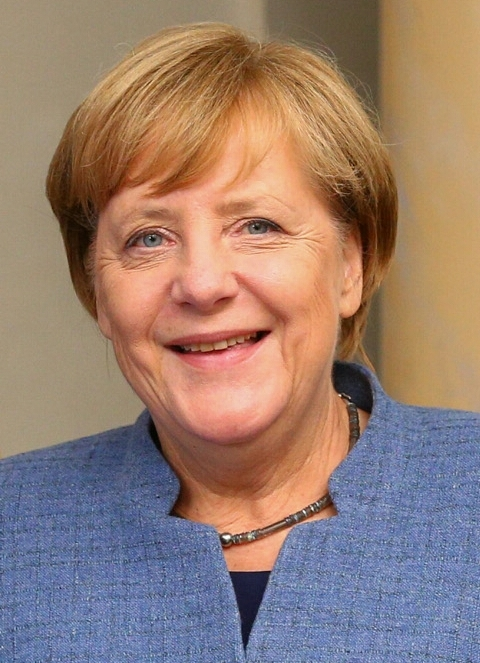
Angela Merkel in 2017

Wir schaffen das (Nederlands: "Het lukt ons wel") is een bekende slagzin van de Duitse bondskanselier Angela Merkel die ze lanceerde op 31 augustus 2015, tijdens het hoogtepunt van de Europese vluchtelingencrisis. Ze verklaarde hiermee dat haar land, Duitsland, de toenemende vluchtelingenstroom naar Europa aankon. Deze uitspraak leverde haar zowel kritiek als lof op in zowel binnen- als buitenland.

## Achtergrond
Op 31 augustus 2015 lanceerde ze de slogan voor het eerst. Meer bepaald sprak ze de woorden uit tijdens een persconferentie, nadat ze een opvangcentrum voor vluchtelingen had bezocht in Heidenau, nabij Dresden. Ze verklaarde toen: "Wir haben so vieles geschafft. Wir schaffen das."

## Weerklank
De uitspraak paste in de Willkommenskultur en stond symbool voor de positieve houding van politici en burgers tegenover het migratievraagstuk. De uitspraak leverde Merkel echter ook heel wat kritiek op.

### Duitsland
Bij de Bondsdagverkiezingen van 2017 verloren de regeringspartijen CDU (christendemocraten, partij van Merkel) en SPD (socialisten) zetels, en boekte de partij Alternative für Deutschland een verkiezingsoverwinning. Deze partij staat vooral bekend vanwege haar anti-islamitische en antivluchtelingenstandpunten.

### België
Ook in de Belgische politieke wereld waren er stemmen pro (bijvoorbeeld Wouter Beke van CD&V) en contra te horen (bijvoorbeeld Theo Francken van N-VA) over Wir schaffen das. De KU Leuven en de UGent gaven Merkel in 2017 een gemeenschappelijk eredoctoraat, waarbij ze haar prezen voor haar aanpak van de vluchtelingencrisis.